# Saki (Vorname)
Saki ist ein weiblicher und männlicher Vorname.

## Herkunft und Bedeutung
Saki ist japanischen Ursprungs und leitet sich ab vom Kanji-Zeichen „咲/sa“ für „die Blüte“ und „希/ki“ für „die Hoffnung“.
Der Name ist im deutschsprachigen Raum ein sehr seltener Name.

## Bekannte Namensträgerinnen
- Saki Asamiya, Figur in der Manga-Reihe Sukeban Deka
- Saki Aibu (* 1985), japanische Schauspielerin
- Saki Fukuda (* 1990), japanische Schauspielerin
- Saki Hiwatari (* 1961), japanische Manga-Zeichnerin
- Saki Igarashi (* 2000), japanische Ringerin
- Saki Kagami (* 1985), japanische Schauspielerin
- Saki Kitamura (* 1991), japanische Skispringerin
- Saki Kumagai (* 1990), japanische Fußballspielerin
- Saki Minemura (* 1990), japanische Volleyballspielerin
- Saki Nakajima (* 1994), japanische Schauspielerin
- Saki Takaoka (* 1972), japanische Schauspielerin
- Saki Tashiro (* 1991), japanische Tischtennisspielerin

## Bekannte Namensträger
- Saki Kanatlar (* 1982), türkischer Poolbillardspieler